# Alfredia
Alfredia (Alfredia Cass.) – rodzaj roślin z rodziny astrowatych. Obejmuje 6 gatunków. Rośliny te występują w środkowej Azji – w Tadżykistanie, Kirgistanie, Kazachstanie, na Syberii i w Sinciang.

## Morfologia
PokrójKolczaste byliny. Łodyga pojedyncza, prosto wzniesiona, nieoskrzydlona, ale bruzdowana podłużnie.
LiścieDługoogonkowe, o blaszce całobrzegiej lub w różnym stopniu pierzasto klapowanej, z klapami i ząbkami zakończonymi kolcami, od góry zielonej, od spodu biało owłosionej.
KwiatySkupione w okazałych, pojedynczych koszyczkach lub czasem zebranych po kilka w kwiatostany złożone – podbaldachy. Przed kwitnieniem często zwieszone. Duże, dzwonkowate okrywy tworzą liczne listki z okazałymi, błoniastymi przydatkami lub z obłonionymi brzegami. Na płaskim dnie koszyczka znajdują się szczecinkowate plewinki lub jest ono dołeczkowane. Kwiaty mają korony żółtawe, kremowobiałe, rzadziej różowe. Łatki koron kwiatów są odwinięte. Nitki pręcików są nagie lub owłosione. Szyjka słupka zwieńczona jest dwoma równymi, krótkimi ramionami.
OwoceJajowate, nagie, żebrowane niełupki zwieńczone ząbkowanym pierścieniem. Puch kielichowy w postaci piórkowatych ości.

## Systematyka
Rodzaj zaliczany do podplemienia Centaureinae, plemienia Cardueae, podrodziny Carduoideae w obrębie rodziny astrowatych Asteraceae, w obrębie którego wydzielany jest do tzw. grupy Onopordum. Grupa ta wyodrębniana jest też w osobne podplemię Onopordinae Garcia-Jacas & Susanna.
Wykaz gatunków
- Alfredia acantholepis Kar. & Kir.
- Alfredia aspera C.Shih
- Alfredia cernua Cass. – alfredia zwisła[5][10]
- Alfredia fetissowii Iljin
- Alfredia integrifolia (Iljin) Tulyag.
- Alfredia nivea Kar. & Kir.